# Ayn Rand

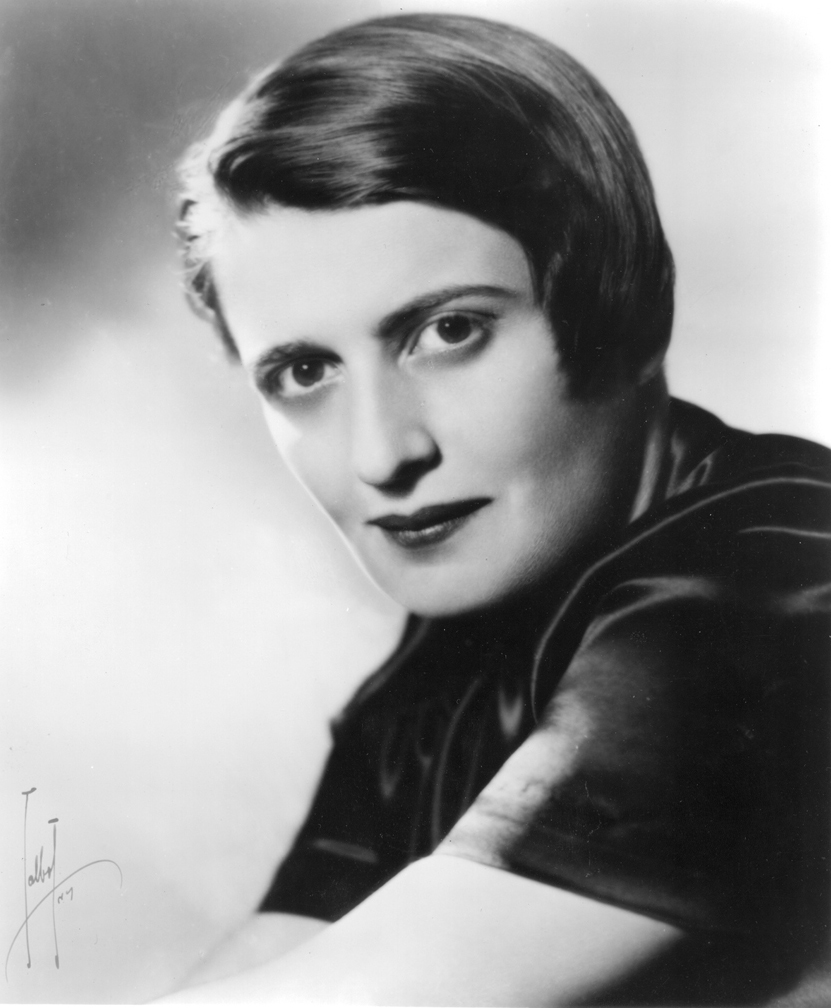
Ayn Rand, 1943

Ayn Rand [ˈaɪn ˈrænd], bürgerlich Alice O’Connor, geboren als Alissa Sinowjewna Rosenbaum, russisch Алиса Зиновьевна Розенбаум, wissenschaftliche Transliteration Alisa Zinov’evna Rozenbaum (* 20. Januarjul. / 2. Februar 1905greg. in Sankt Petersburg; † 6. März 1982 in New York) war eine russisch-US-amerikanische Bestsellerautorin, die sich auch zu Themen der Ökonomie, politischen Philosophie und Ethik äußerte. Dabei vertrat die Atheistin eine Variante des Libertarismus und u. a. die Ansicht, dass Moralität in rationalem Selbstinteresse gründe, sowie einen uneingeschränkten Kapitalismus und dass der Individualismus dem Kollektivismus überlegen sei. Ihre Bücher erreichten eine Gesamtauflage von 30 Millionen Exemplaren. Rand zählt in den Vereinigten Staaten zu den einflussreichsten und meistgelesenen politischen Autoren.

## Leben

### Kindheit und Jugend in Russland

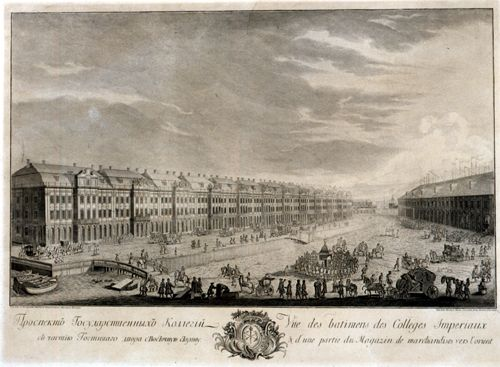
Die Universität von St. Petersburg, an der Ayn Rand studierte.

Ayn Rands Eltern waren russische Juden; ihr Vater stammte aus Brest-Litowsk, ihre Mutter aus St. Petersburg. Mit neun Jahren beschloss sie, Schriftstellerin zu werden. Im Jahr 1917 erlebte sie sowohl die Februarrevolution als auch die Oktoberrevolution mit. Die Besitztümer ihrer Familie (ihr Vater war Apotheker) wurden enteignet. In der Folge verarmte die Familie und zog bald darauf in die Ukraine und kurze Zeit später auf die Krim, wo die Sechzehnjährige 1921 ihren Schulabschluss machte. Im selben Jahr ging die Familie zurück nach Sankt Petersburg (Petrograd), wo Rand an der Petrograder Staatlichen Universität Philosophie und Geschichte studierte. 1924 ging sie nach erfolgreichem Abschluss des Studiums an das Staatliche Institut der Filmkünste, um das Drehbuchschreiben zu erlernen. Gegen Ende 1925 erhielt sie ein Ausreisevisum für einen befristeten Besuch ihrer Verwandten in den USA. Am 17. Januar 1926 verließ sie ihre Geburtsstadt und kehrte nie mehr zurück.

### USA

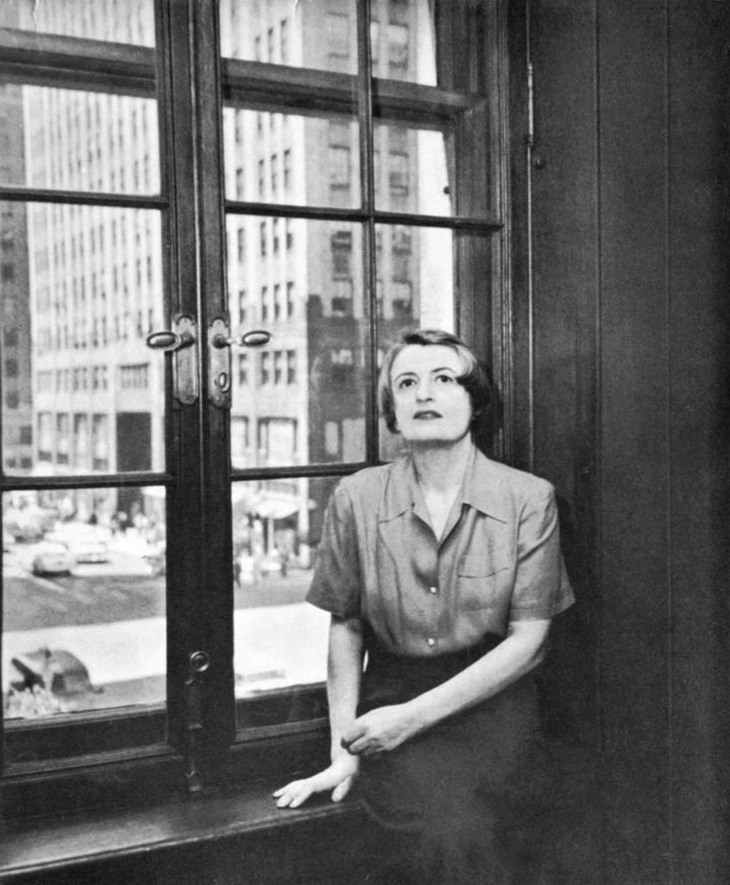
Ayn Rand 1957

Am 19. Februar 1926 erreichte Rand Manhattan. Bis zum August hielt sie sich bei Verwandten in Chicago auf; in dieser Zeit verlängerte sie auch ihr Visum. Dann ging sie nach Hollywood, um dort als Drehbuchautorin zu arbeiten. Kurz nach ihrer Ankunft lernte sie den Filmregisseur Cecil B. DeMille (1881–1959) kennen, der sie als Komparsin in seinem Film König der Könige (1927) beschäftigte; hier traf Rand ihren späteren Ehemann, Frank O’Connor. Später schrieb sie für DeMille Filmszenarien und hatte eine feste Stelle bei RKO Pictures in der Kostümverwaltung. 1931 wurde sie Staatsbürgerin der USA. Ihr erstes Drehbuch Red Pawn verkaufte Rand 1932 an Universal Pictures. Rands erstes Theaterstück Woman on Trial wurde 1934 in Hollywood uraufgeführt.
1936 wurde Ayn Rands Roman We the Living (deutsch: Vom Leben unbesiegt) veröffentlicht. Das auf ihren Jugenderfahrungen in Russland basierende Werk stellt kollektivistische Systeme als Übel dar. In den 1930er Jahren, die in den USA manchmal als Red Decade bezeichnet werden, empfanden zahlreiche US-amerikanische Intellektuelle, darunter der Schriftsteller John Steinbeck, starke Sympathien für die politische Linke. Wegen Rands scharfer Kritik an der Sowjetunion und dem Kommunismus lehnten deshalb viele Verleger das Buch ab; auch bei Kritikern und Intellektuellen fand das Buch keine positive Aufnahme.
Rands zweiter Roman, The Fountainhead (deutsch: Der Ursprung bzw. Der ewige Quell), an dem sie über vier Jahre schrieb, kam 1943 bei der Bobbs-Merrill Company heraus. Darin entwirft Rand ihr moralisches Menschenideal, verkörpert durch den Protagonisten Howard Roark. Sein Kampf spiegelt Rands Überzeugung wider, dass der Individualismus dem Kollektivismus überlegen sei. The Fountainhead wurde zwei Jahre nach der Veröffentlichung ein Bestseller. Die Verfilmung unter demselben Titel The Fountainhead (Regie: King Vidor, deutsch: Ein Mann wie Sprengstoff) verzögerte sich wegen des Zweiten Weltkrieges bis 1949. Zu diesem Film verfasste Rand auch das Drehbuch.
Die Erzählung Anthem (deutsch: Hymne bzw. Die Hymne des Menschen), die zur gleichen Zeit wie The Fountainhead entstand, hat eine thematische Verwandtschaft mit den dystopischen Romanen Wir von Jewgeni Samjatin und 1984 von George Orwell: Der Einzelne erlebt die Unterdrückung durch eine allmächtige Regierung. Der Protagonist Equality 7-2521 lehnt sich in der Erzählung gegen den Staat auf und entdeckt in einem qualvollen Kampf die eigene Individualität sowie die vergessene Geschichte der Menschheit neu.
Atlas Shrugged (deutsch: Atlas wirft die Welt ab bzw. Wer ist John Galt? bzw. Der Streik bzw. Der freie Mensch), 1957 herausgegeben, ist Ayn Rands letzter Roman und ihr Hauptwerk (Opus magnum). Es handelt von der Rolle und den Auswirkungen philosophischer Prinzipien in einer Gesellschaft. Nach Beendigung der Arbeiten an dem Roman verfiel Rand zunächst in schwere Depressionen. Atlas Shrugged wurde zum Bestseller und verkauft sich wie alle anderen Bücher Ayn Rands auch heute noch in großen Stückzahlen.

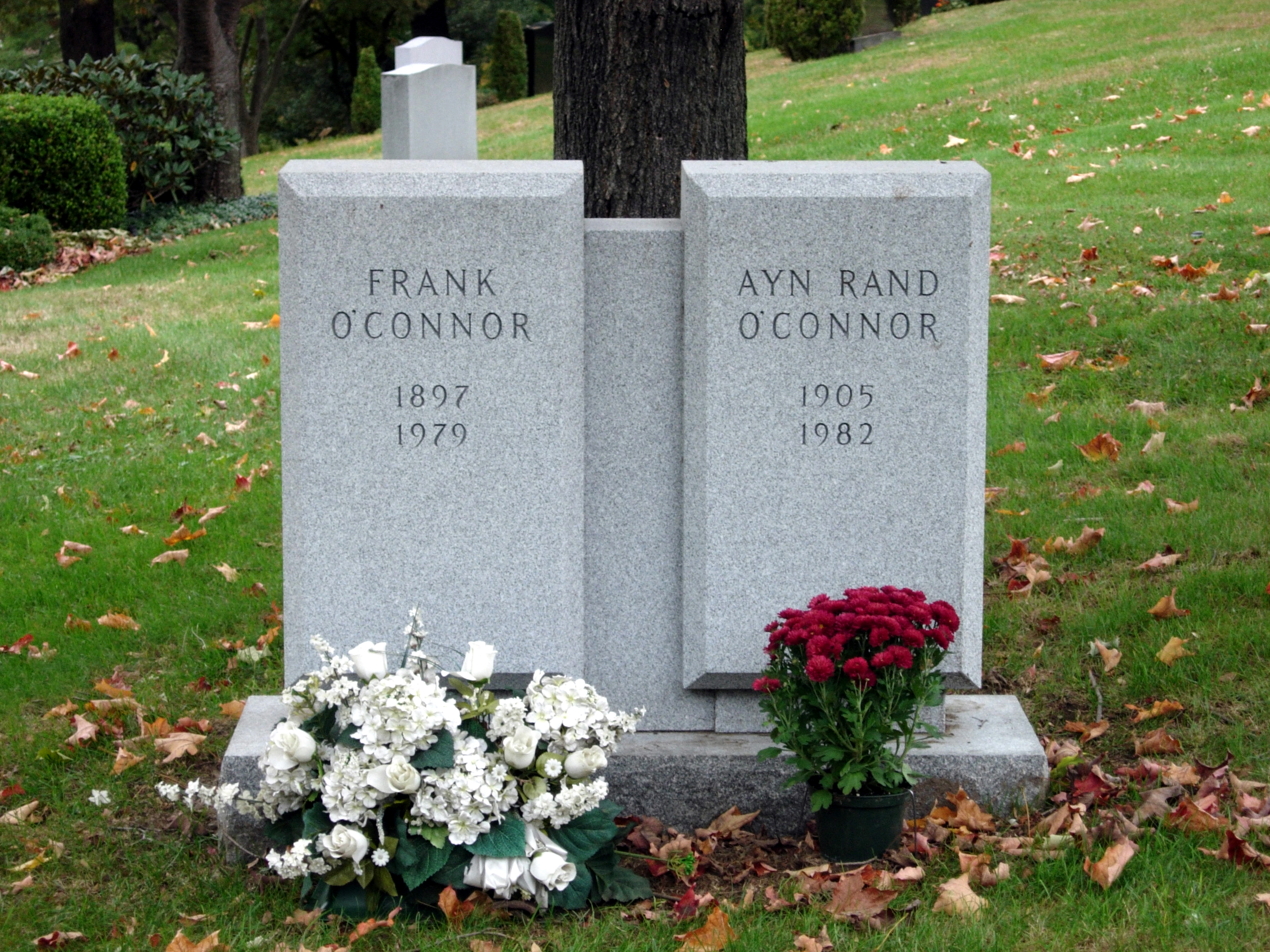
Ayn Rands Grab auf dem Kensico Cemetery

In der Folgezeit versuchte Rand, ihre Ideen auf aktuelle gesellschaftliche Ereignisse anzuwenden, indem sie Artikel verfasste, Zeitschriften edierte und öffentlich auftrat. Es entstanden mehrere ihren Ideen gewidmete Sammlungen ausgewählter Texte (Anthologien).
Rand war langjährige Raucherin und musste sich 1974 wegen Lungenkrebs operieren lassen. Sie ließ sich 1976 trotz eigener starker Bedenken und dem Ablehnen staatlicher Sozialleistungen von der Sozialarbeiterin ihres Anwalts für Leistungen aus der staatlichen Sozialversicherung und der bundesstaatlichen Krankenversicherung (Medicare-Programm) anmelden. Die Leistungen erhielt sie auf den Namen Ann O’Connor. Ayn Rand starb am 6. März 1982 in New York an einem Herzinfarkt. Ihrer Beerdigung wohnten viele ihrer prominenten Bewunderer bei, darunter auch Alan Greenspan.

## Philosophie

### Einflüsse
Mit Ausnahme des klassischen griechischen Aristoteles, des mittelalterlichen Philosophen und Theologen Thomas von Aquin und den klassischen Liberalen übte Rand scharfe Kritik an den meisten ihr bekannten Philosophen und philosophischen Traditionen. Sie bezeichnete Aristoteles als ihren größten Einfluss. Rand bemerkte, dass sie in der Geschichte der Philosophie nur „drei A's“ empfehlen könne – Aristoteles, Aquin und Ayn Rand. In einem Interview mit dem US-amerikanischen Journalisten Mike Wallace aus dem Jahr 1959 antwortete sie auf die Frage, woher ihre Philosophie komme: „Aus meinem eigenen Verstand, mit dem einzigen Eingeständnis einer Schuld gegenüber Aristoteles, dem einzigen Philosophen, der mich je beeinflusst hat.“ In der Metaphysik befürwortete Rand den philosophischen Realismus und lehnte alles ab, was sie als Mystizismus oder Übernatürlichkeit betrachtete, einschließlich aller Formen von Religion. Sie glaubte an den freien Willen und lehnte den Determinismus ab.
Rand betrachtete den deutschen Philosophen der Aufklärung Immanuel Kant als ihren philosophischen Gegenspieler, den sie als „den bösesten Mann in der Geschichte der Menschheit“ bezeichnete; sie glaubte, dass seine Erkenntnistheorie die Vernunft untergrabe und seine Ethik dem Eigennutz entgegenstehe.

### Objektivismus
In dem Roman Atlas wirft die Welt ab fasst Rand auch ihre eigenen Ideen, welchen sie den Oberbegriff „Objektivismus“ gibt, literarisch zusammen. Sie geht von einer vom Bewusstsein des Menschen unabhängigen (in diesem Sinne „objektiven“) Realität aus. Diese könne der Verstand durch verlässliche Beobachtung, Begriffsanwendung, Logik usw. erkennen. Rationalität sei auch eine Haupttugend der Ethik. Darunter versteht Rand den Verstandesgebrauch im Streben nach einem „höchsten Wert“, den Rand mit dem menschlichen Leben identifiziert. Der Selbstwert des Lebens habe dabei die zentrale Funktion, Schlussfolgerungen von der Natur des Menschen als sich selbst erhaltendes Wesen auf „objektive“ Werte und Tugenden zu ermöglichen. Von Wert ist demzufolge, was das Leben des einzelnen Menschen fördert. Rand spricht von „rationalem Egoismus“, worunter sie vernünftiges, produktives Handeln zum eigenen Nutzen und unter Wahrung der negativen Schutzrechte anderer Individuen versteht (im Wesentlichen das Recht auf Leben, Freiheit und Eigentum im Sinne einer Abwehr von physischer, also auch „struktureller“ Gewalt). Diese Rechte werden als Voraussetzung eines lebensförderlichen gesellschaftlichen Zusammenlebens der Menschen betrachtet. Die einzige Aufgabe eines Staates sei es, diese Rechte durch Gefahrenabwehr zu schützen. Jegliche Erstanwendung von Gewalt gegen einen Bürger des Staates sei daher zu unterbinden beziehungsweise zu bestrafen. Positive Schutzrechte im Sinne von aktiver Hilfe zum Überleben lehnt sie dagegen weitgehend ab. Rand befürwortet also den sogenannten Laissez-faire-Kapitalismus.
Nach dem Objektivismus sind Egoismus, Erfindergeist und Tüchtigkeit die höchsten Tugenden. Eigennützig produzierende Großindustrielle, die diese Tugenden in höchstem Maße in sich vereinigen, sind demzufolge der „Motor der Welt“, und Rand ist der Auffassung, dass das Anhalten dieses Motors zum Ende der Zivilisation führt. Aus objektivistischer Sicht sind alle staatlichen Eingriffe unmoralisch, denn sie behindern nicht nur die freie Entfaltung der Menschen, sondern sie verschlechtern auch die Versorgung der Bevölkerung mit Ressourcen, Gütern und Dienstleistungen (einschließlich Bildung und medizinischer Versorgung), deshalb sei strikter Laissez-faire-Kapitalismus das einzig legitime Wirtschaftssystem.

Ayn Rand im Oval Office des Weißen Hauses mit ihrem Mann Frank O’Connor 1974 mit Präsident Ford, Rose Goldsmith und Alan Greenspan

## Wirkungsgeschichte

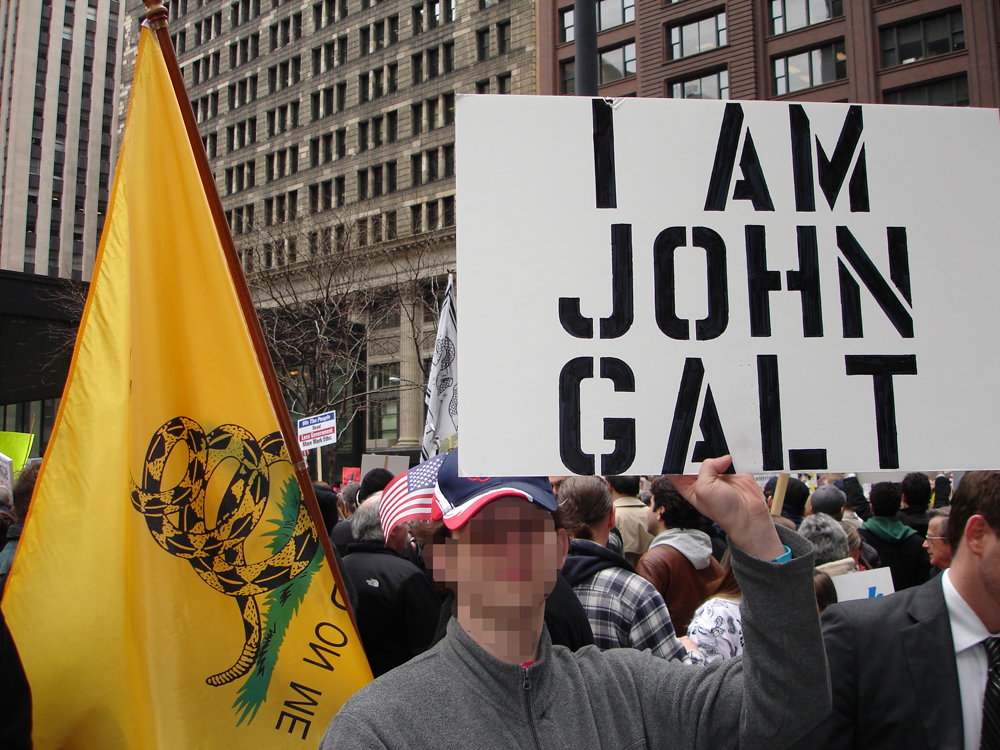
Das Transparent eines Demonstranten auf einer Kundgebung der Tea Party Bewegung 2009 bezieht sich auf John Galt, den Helden von Rands Atlas Shrugged (Streik).

Während in der philosophischen Fachwissenschaft die Publikationen von Ayn Rand weitestgehend ignoriert oder kritisiert werden, hat Ayn Rand außerhalb der Fachwissenschaft als Autorin zu politischen Themen einen großen Einfluss insbesondere in den USA.

### Populäre Rezeption
Bei einer Umfrage der Library of Congress wurden Leser befragt, welche Bücher ihr Leben verändert hätten. Nach der Bibel wurde an zweiter Stelle Rands Werk Atlas Shrugged genannt. Die Wirkung Rands wurde mit derjenigen Karl Mays verglichen.
Für einige Kreise von Anhängern wurde ein kultartiges Verhalten beschrieben, so bereits 1972 von Murray Newton Rothbard, selbst ein einflussreicher Denker des Libertarismus, und umfänglich in Jeff Walkers monographischer Studie zur populären Rezeption Rands. Insbesondere das Ayn Rand Institute wird von Walker und anderen mit z. B. Scientology verglichen.
Ayn Rands Doktrin des radikalen Egoismus und Individualismus wurde von einer Reihe von Sektenpersönlichkeiten vereinnahmt; so ist Rand eine der wichtigsten Autoren, die in Anton Szandor LaVeys Satanische Bibel (Originaltitel: The Satanic Bible) zitiert werden, der erklärt, dass seine Religion „nur die Philosophie von Ayn Rand ist, der Zeremonien und Rituale hinzugefügt wurden“ und dass der Satanismus weit mehr mit dem Objektivismus gemein hat als mit jeder anderen Religion oder Philosophie.
In dem 2016 erschienenen Comic Supercrash – Das Zeitalter der Selbstsucht des britischen Autors Darryl Cunningham wird die enge Lehrer-Schüler-Verbindung zwischen Ayn Rand und Alan Greenspan thematisiert und eine zumindest mittelbare Ursächlichkeit der Randschen Philosophie für die Finanzkrise von 2008 impliziert.
Im Gegensatz zu der massiven Wirkung in den Vereinigten Staaten sind die Werke Rands in Deutschland lange Zeit relativ unbekannt geblieben. Seit Anfang des 21. Jahrhunderts wurden eine ganze Reihe ihrer Werke neu aufgelegt bzw. übersetzt. Ihr Hauptwerk Atlas Shrugged wurde als Atlas wirft die Welt ab erstmals 1959 übersetzt, eine weitere Ausgabe erschien unter dem Titel Wer ist John Galt? und 2012 erschien eine Neuübersetzung unter dem Titel Der Streik.

### Rezeption in der US-Politik
Alan Greenspan, US-Ökonom und späterer Präsident der Zentralbank der Vereinigten Staaten (Fed), war eng befreundet mit Rand, publizierte in Büchern von Rand und übernahm politisch-ökonomische Ideen von Rand. In einem Interview schildert Greenspan seine Entwicklung: „Bevor ich Ayn Rand begegnete, war ich freier Marktwirtschaftler im Sinne von Adam Smith, beeindruckt von der theoretischen Struktur und Effizienz der Märkte. Ich verdanke ihr die Einsicht, dass der Kapitalismus nicht nur effizient und praktisch ist, sondern auch moralisch.“
Bei den Protesten gegen die Gesundheitsreform von Barack Obama 2009 spielten das Ayn Rand Institute und sein Vorsitzender Yaron Brook eine wichtige Rolle. Michael S. Cullen meint, Rand habe mit ihren Büchern jahrelang eine Welt gepredigt, in der der Held sagt: Nur ich zähle, die Gemeinschaft zählt gar nicht, die Regierung ist schrecklich und muss weg, die Regierung verhindert mein Glück. „Diese Art von Philosophie ist von manchen Tea-Party-Anhängern mit der Muttermilch aufgesogen worden“.

### Reaktionen auf Rand in der philosophischen Fachwissenschaft
Der US-amerikanische Philosoph Michael Huemer (* 1969) hat in einem längeren Essay aufzuzeigen versucht, dass der sogenannte „Objektivismus“ mehrere nachweisliche Fehler enthält. In einem weiteren Aufsatz argumentiert er, das zentrale Argument in Rands The Objectivist Ethics, das er in 12 Schritten rekonstruiert, enthalte bereits acht gravierende Mängel.
Robert H. Bass (Assistenzprofessor für Philosophie an der University of North Carolina) argumentiert, dass zentrale ethische Ideen Rands unvereinbar sind mit zentralen politischen Ideen Rands.
Robert Nozick (1938–2002) hält das grundlegende Argument von Ayn Rand für einen logischen Fehlschluss, insbesondere da sie nicht erkläre, warum es irrational sein muss, den eigenen Tod und den Nichtbesitz von Werten zu präferieren; ihre Verteidigung des Egoismus sei daher nicht nachvollziehbar, Rands Reaktion auf Humes Gesetz ebenso wenig.
Zu den Ausnahmen in der philosophischen Rezeption zählt die Monographie von Tara Smith, die versucht, die tugendethischen Ideen Rands zu rekonstruieren, indem sie die sieben von Rand akzeptierten Einzeltugenden vorstellt und diesen Ansatz von Rand verteidigt.
Die Zeitschrift Reason Papers, in der auch philosophische Fachwissenschaftler publizieren, hat u. a. ein Sonderheft (1998) der Ideen von Ayn Rand ediert.

### Institutionen
- Das Ayn Rand Institute versucht, im Sinne des radikalen Libertarismus Ayn Rands politischen Einfluss auszuüben,[27][28][36] und betreibt ein Online-Lexikon,[37] das versucht, Antworten auf nahezu alle gesellschaftspolitischen Fragen zu geben. Die jährlichen Spendeneinnahmen des Instituts belaufen sich auf über 6 Millionen Dollar.[38]
- Objectivist Center, auch The Atlas Society, gilt als liberaler Ableger des Ayn Rand Institute.
- Nathaniel Branden Institute
- Prometheus Foundation
- Liberty Rising
- Berlin Center for Individualist Thought

### Populärkultur
- Die Gestaltung des Computerspiels BioShock (2007) und seiner Fortsetzung BioShock 2 ist von Ideen des Buchs Atlas wirft die Welt ab inspiriert.[39] Auch viele weitere Computerspiele wie Fallout 3 oder Portal 2 behandeln teilweise Elemente des Romans.
- Die Figur der Ayn Rand sowie ihre Philosophie und ihr Werk Atlas Shrugged spielen eine wichtige Rolle im Roman G.A.S. Die Trilogie der Stadtwerke (1997) von Matt Ruff. Der Roman ist ihr gewidmet, ihre Aussagen werden dort allerdings sehr kritisch kommentiert und widerlegt.[40]
- In der Folge Bühne frei für Marge der Zeichentrickserie Die Simpsons wird Maggie Simpson in der Kindertagesstätte „Ayn Rand School for Tots“ untergebracht, welche in ihrem pädagogischen Konzept als übermäßig streng, kühl und stark ideologisch geprägt dargestellt wird. So finden sich als Persiflage der Philosophie Ayn Rands an den Wänden der Kindertagesstätte Poster mit der Aufschrift „Helping is Futile“ (zu Deutsch: „Helfen ist zwecklos“).[41] Ein weiterer Kurzfilm der Serie unter dem Titel Der längste Kita-Tag zeigte ähnliche Querverweise.
- In der Zeichentrickserie Futurama bemerkt in der Folge Gefühls-Chip gefällig? der Roboter Bender, dass die Bibliothek des alten New Yorks (welche nur Lesestoff anbietet, den die Bewohner des New New York die Toilette hinunterspülen) ausschließlich aus „zerknittertem Porno und Ayn Rand“ zu bestehen scheint, während er eine Ausgabe von Atlas Shrugged hochhält.
- In der TV-Serie Mad Men (2007–2015) ist der Werbeagenturinhaber Bertram Cooper begeisterter Fan von Ayn Rand und verschenkt oder empfiehlt Atlas Shrugged in verschiedenen Szenen diverser Folgen, beispielsweise der Folge Ehrenmitglied (engl.: The Hobo Code).
- In der Folge Chickenlover der Zeichentrickserie South Park verkündet Officer Barbrady nach der Lektüre von Atlas Shrugged, dass diese „Hirnwichse“ ihn überzeugt habe, nie wieder ein Buch zu lesen.
- In der Fantasykomödie Der Himmel soll warten (1978) greift Julia Farnsworth nach einer Ausgabe von The Fountainhead, um bei der Entdeckung des (vermeintlichen bzw. durch einen Bodyswitch aufgehobenen) Mordes an ihrem Ehemann nicht verdächtig zu wirken.
- In dem Film Dirty Dancing (1987) zeigt der Kellner Robbie der Heldin „Baby“, die ihm Vorwürfe macht, weil er seine schwangere Freundin verlassen hat, eine Ausgabe des Romans The Fountainhead und erklärt, das Buch habe ihn inspiriert.
- Die australische Band Gospel of the Horn bezeichnete sich auf ihrer MySpace-Seite als „musikalische Verkörperung“ von Ayn Rand, Niccolò Machiavelli, Anton Szandor LaVey und Robert Greene sowie als Faust gegen liberale Doktrinen.[42]

## Rezensionen
Der slowenische Philosoph, Wissenschaftler und Professor für Psychoanalyse Slavoj Žižek bewertet Ayn Rand wie folgt:
„Ayn Rand gehört zu den Überangepassten: radikale Konformisten, die die verborgenen Voraussetzungen der herrschenden Ideologie in so klarer und hemmungsloser Weise zum Ausdruck bringen, dass es für diese Ideologie unerträglich wird. Vielleicht waren es die Erfahrungen im sowjetischen Russland, die es ihr möglich machten, den phantasmagorischen Kern des amerikanischen Kapitalismus so offen auszusprechen: diesen rationalistischen Egozentrismus, diese Mitleidslosigkeit. Indem sie den harten Kern der liberalen kapitalistischen Ideologie artikuliert, bringt sie sie in Verlegenheit.“
Der Deutschlandfunk Kultur schlussfolgerte in der Sendung Femme fatale fürs Kapital vom 4. November 2016:
„Rand hasste den Staat wie jedes Kollektiv. Die kleine Frau mit dem herben Akzent avancierte zur kältesten Kriegerin gegen alles Rote und eifrigsten Verfechterin eines entfesselten Kapitalismus. Ronald Reagan war ihr zu lasch. Das Feuilleton kritisierte ihre Mammutwerke als Seifenopern der Propaganda. Rand selbst hielt ihre Weltsicht des Objektivismus für vollkommen rational. Bald wuchs eine treue Anhängerschar heran, die sie mit Vorträgen beglückte. Bis heute wird die Autorin vom Silicon Valley bis an die Wall Street kultisch verehrt.“

## Bibliografie

### Belletristik
- We The Living (1936, uraufgeführt als Woman on Trial)
  - Deutsch: Vom Leben unbesiegt.  Übersetzt von Hansjürgen Wille und Barbara Klau. Holle, Baden-Baden 1956. Auch als: Ungebeugt und ungebrochen. Übersetzt von Martin Schmidt und Philipp Dammer. Lichtschlag Nr. 61, Grevenbroich 2021, ISBN 978-3-94897110-6
- Anthem (1938)
  - Deutsch: Die Hymne des Menschen. Übersetzt von Sascha Tamm. Kopp, Berlin 1999, ISBN 3-933631-06-8. Auch als: Hymne. Übersetzt von Sascha Tamm. GEWIS, Hamburg ca. 2002, ISBN 3-932564-62-6.
- The Fountainhead (1943)
  - Deutsch: Der ewige Quell. Übersetzt von Harry Kahn. Morgarten-Verlag, Zürich 1946. Auch: Goldmann-Taschenbuch #3700, 1976, ISBN 3-442-03700-X. Auch als: Der Ursprung. Übersetzt von Werner Habermehl. GEWIS, Hamburg 2000, ISBN 3-932564-36-7.
- Atlas Shrugged (1957)
  - Deutsch: Atlas wirft die Welt ab. Übersetzt von Hansjürgen Wille und Barbara Klau. Holle, Baden-Baden 1959. Auch als: Wer ist John Galt? GEWIS, Hamburg 1997(?), ISBN 3-932564-03-0. Auch als: Der Streik. Übersetzt von Claudia Amor. K. M. John, München 2012, ISBN 978-3-00-037094-6. Auch als: Der freie Mensch. Übersetzt von Michael und Thomas Görden. thinkum Verlag, Müncheberg 2021, ISBN 978-3-949522-00-0.
- Ideal (2015)

### Stücke und Drehbücher
- Night of January 16th (1934)
- The Unconquered (1940, Bühnenbearbeitung von We The Living)
- You Came Along (1945, Drehbuch, mit Robert Smith)
- The Fountainhead (1949, Drehbuch nach dem gleichnamigen Roman)

### Sachliteratur und Essayistik
- For the New Intellectual (1961)
  - Deutsch: Für den neuen Intellektuellen : eine Streitschrift gegen die pseudointellektuellen Verführer in den Medien und Universitäten. Übersetzt von Philipp Dammer. Institut für Wertewirtschaft, Wien [2016], ISBN 978-3-902639-36-3.
- The Virtue of Selfishness: A New Concept of Egoism (1964, mit Nathaniel Branden)
  - Deutsch: Die Tugend des Egoismus : eine neue Auffassung des Egoismus. Mit weiteren Beiträgen von Nathaniel Branden. Übersetzt von Philipp Dammer. TvR Medienverlag, Jena 2015, ISBN 978-3-940431-55-4.
- Capitalism: The Unknown Ideal (mit Nathaniel Branden, Alan Greenspan und Robert Hessen)
  - Deutsch: Kapitalismus: Das unbekannte Ideal. Mit weiteren Beiträgen von Nathaniel Branden, Alan Greenspan und Robert Hessen. Übersetzt von Philipp Dammer. TvR Medienverlag, Jena [2017], ISBN 978-3-940431-63-9.
- The Romantic Manifesto: A Philosophy of Literature (1969)
- The New Left: The Anti-Industrial Revolution (1971)
- Introduction to Objectivist Epistemology (1967)
- Philosophy: Who Needs It (1982)
  - Deutsch: Philosophie: wer braucht das schon? Einleitung von Leonard Peikoff. Übersetzt von Philipp Dammer. Juwelen, Tönisvorst 2016, ISBN 978-3-945822-43-2.
- The Voice of Reason: Essays in Objectivist Thought (1989)
- Return of the Primitive: The Anti-Industrial Revolution (1999)
  - Deutsch: Zurück in die Steinzeit : die anti-industrielle Revolution. Mit einer Einleitung und zusätzlichen Essays von Peter Schwarz. Übersetzt von Philipp Dammer. Lichtschlag, Grevenbroich [2017], ISBN 978-3-939562-67-2.
- Why Businessmen Need Philosophy (1999)
- The Art of Fiction: A Guide for Writers and Readers (2000)
- The Art of Nonfiction: A Guide for Writers and Readers (2001)

### Sammlungen und Werkausgaben
- The Early Ayn Rand: A Selection from Her Unpublished Fiction (1984)
- The Ayn Rand Column: Written for the Los Angeles Times (1991)
- Ayn Rand's Marginalia: Her Critical Comments on the Writings of Over 20 Authors (1995)
- Letters of Ayn Rand (1995)
- Journals of Ayn Rand (1997)
- The Ayn Rand Reader (1999)
- Russian Writings on Hollywood (1999)
- Three Plays (2005)
- Ayn Rand Answers: The Best of Her Q & A (2005)

## Filmografie

### Drehbücher
- 1945: You Came Along, US-amerikanischer Film unter der Regie von John Farrow, Drehbuch von Ayn Rand nach einer ersten Fassung von Robert Smith, mit Robert Cummings und Lizabeth Scott.[45]

- 1945: Liebesbriefe (Love Letters), US-amerikanischer Film unter der Regie von William Dieterle, Drehbuch von Ayn Rand nach einem Roman von Christopher Massie, mit Jennifer Jones und Joseph Cotten.

### Filmadaptionen
- 1941: The Night of January 16th, amerikanischer Film unter der Regie von William Clemens, Adaption des gleichnamigen Theaterstücks, mit Robert Preston und Ellen Drew.
- 1942: We the Living (Noi vivi), italienischer Film unter der Regie von Goffredo Alessandrini, Verfilmung des Romans Wir, die Lebenden (We The Living), mit Alida Valli und Fosco Giachetti. Der Film ist eine Verfilmung des in Petersburg spielenden Buches von Ayn Rand, der vor dem Hintergrund der sowjetischen Oktoberrevolution, eine Kritik des faschistischen Italien versucht.

- 1949: Ein Mann wie Sprengstoff (The Fountainhead), US-amerikanischer Film unter der Regie von King Vidor, Adaption des Romans Die lebendige Quelle (The Fountainhead), mit Gary Cooper (Howard Roar), Patricia Neal (Dominique Francon), Raymond Massey (Gail Wynand), Kent Smith (Peter Keating), Robert Douglas (Ellsworth Toohey), Henry Hull (Henry Cameron), Ray Collins (Roger Enright), Moroni Olsen (Vorsitzender). Jerome Cowan (Alvah Scarret) und Griff Barnett (Richter)
- 2011: Die Atlas Trilogie – Wer ist John Galt? 1. Teil, US-amerikanischer Film unter der Regie von Paul Johansson – erster Teil der Verfilmung des gleichnamigen Bestsellers nach einem Drehbuch von John Aglialoro, mit Taylor Schilling (Dagny Taggart), Grant Bowler (Hank Rearden) und Edi Gathegi (Eddie Willers).170
- 2012: Die Atlas Trilogie – Wer ist John Galt? 2. Teil, US-amerikanischer Film unter der Regie von John Putch – zweiter Teil der Bestsellerverfilmung.
- 2014: Die Atlas Trilogie – Wer ist John Galt?  (en) 3. Teil, US-amerikanischer Film unter der Regie von J. James Manera – dritter Teil der Bestsellerverfilmung.

## Theater
- 2001: Coupable ou non coupable (Schuldig oder nicht schuldig), Theaterstück des französischen Regisseurs Robert Hossein im Pariser Théâtre Marigny, Adaption des Stücks Night of January 16th.

- 2008: The Death of Ayn Rand, Komödie des amerikanischen Regisseurs Jeffrey R. Smith von der Virago Company: Das parodistische Stück stellt die Schriftstellerin dar, die unter Halluzinationen leidet und eine erotische Szene mit den beiden Hauptfiguren ihres Romans Atlas Shrugged (Streik) verfasst.

## Filme über Ayn Rand
Michael Paxtons Dokumentarfilm Ayn Rand: A Sense of Life wurde 1998 für einen Oscar nominiert.
Barbara Brandens Biographie The Passion of Ayn Rand wurde 1999 von Christopher Menaul mit Helen Mirren in der Titelrolle für das Fernsehen verfilmt. Der Film konzentriert sich auf Rands Affäre mit dem 25 Jahre jüngeren Nathaniel Branden, Barbara Brandens erstem Ehemann.
All watched over by machines of loving grace (2011) von Adam Curtis beschäftigt sich vor allem in Teil 1 Love and Power mit Rands Einfluss auf die Kalifornische Ideologie.